# Komin Prawej Nogi Baby

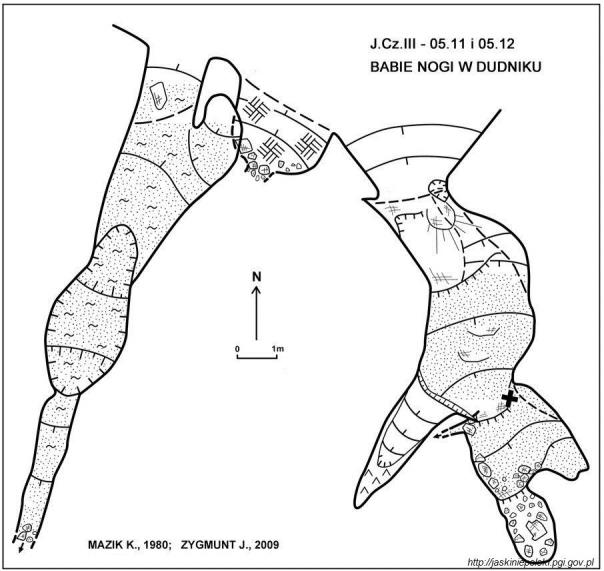
plan

Komin Prawej Nogi Baby, Schronisko Babie Nogi – schronisko w skałach Dudnik we wsi Podlesice w województwie śląskim, powiecie zawierciańskim, w gminie Kroczyce. Pod względem geograficznym jest to obszar Wyżyny Ryczowskiej, będącej częścią Wyżyny Częstochowskiej w obrębie Wyżyny Krakowsko-Częstochowskiej.

## Opis obiektu
Znajduje się w północnej części skał Dudnika, w odległości około 60 m na wschód od ogrodzonego i oznakowanego otworu Studni Szpatowców. U podstawy znajdującej się w Dudniku skały Baba dobrze widoczny jest położony pod mostem skalnym otwór o szerokości 2 m i wysokości 5 m. Po jego lewej stronie znajduje się niska nyża zasypana gruzem i próchnicą. Na wprost otworu w górę prowadzi stromy korytarz. Nad nim znajduje się pionowy komin dwoma otworami wyprowadzający na szczyt skał. Od podstawy tego komina odchodzi z głównego korytarza na południe coraz ciaśniejszy i opadający w dół boczny korytarzyk o długości 5 m.
W pionowym kominie znajdują się silnie zwietrzałe draperie i erozyjne zagłębienia. Piaszczysto-gliniaste namulisko ma bardzo dużą grubość. Bezpośrednio pod kominem utworzyło spory pagórek. Schronisko jest w całości widne i suche.

## Historia badania i dokumentacji
M. Szelerewicz i A. Górny wzmiankowali schronisko w zestawieniu jaskiń w 1986 r.. Po raz pierwszy opisali go pod nazwą Schronisko Babie Nogi K. Mazik i Z. Lorek w 1979 r. Zamieszczony w tym opracowaniu plan sporządzili A. Kozowicz, Z. Lorek i K. Mazik w kwietniu 1979 r. W 2009 r. Stefaniak i in. badali faunę subfosylną schroniska.

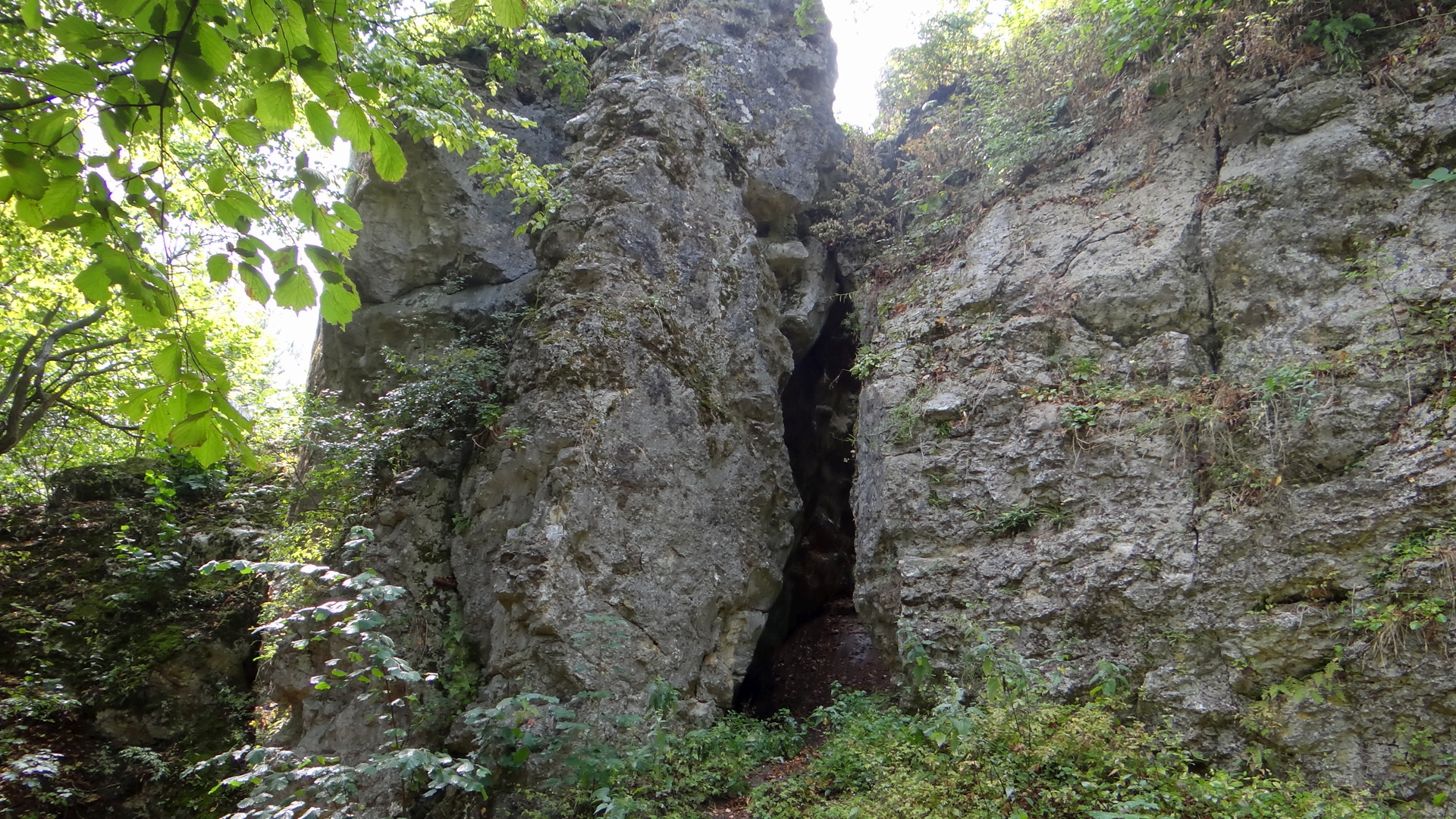
Główny otwór
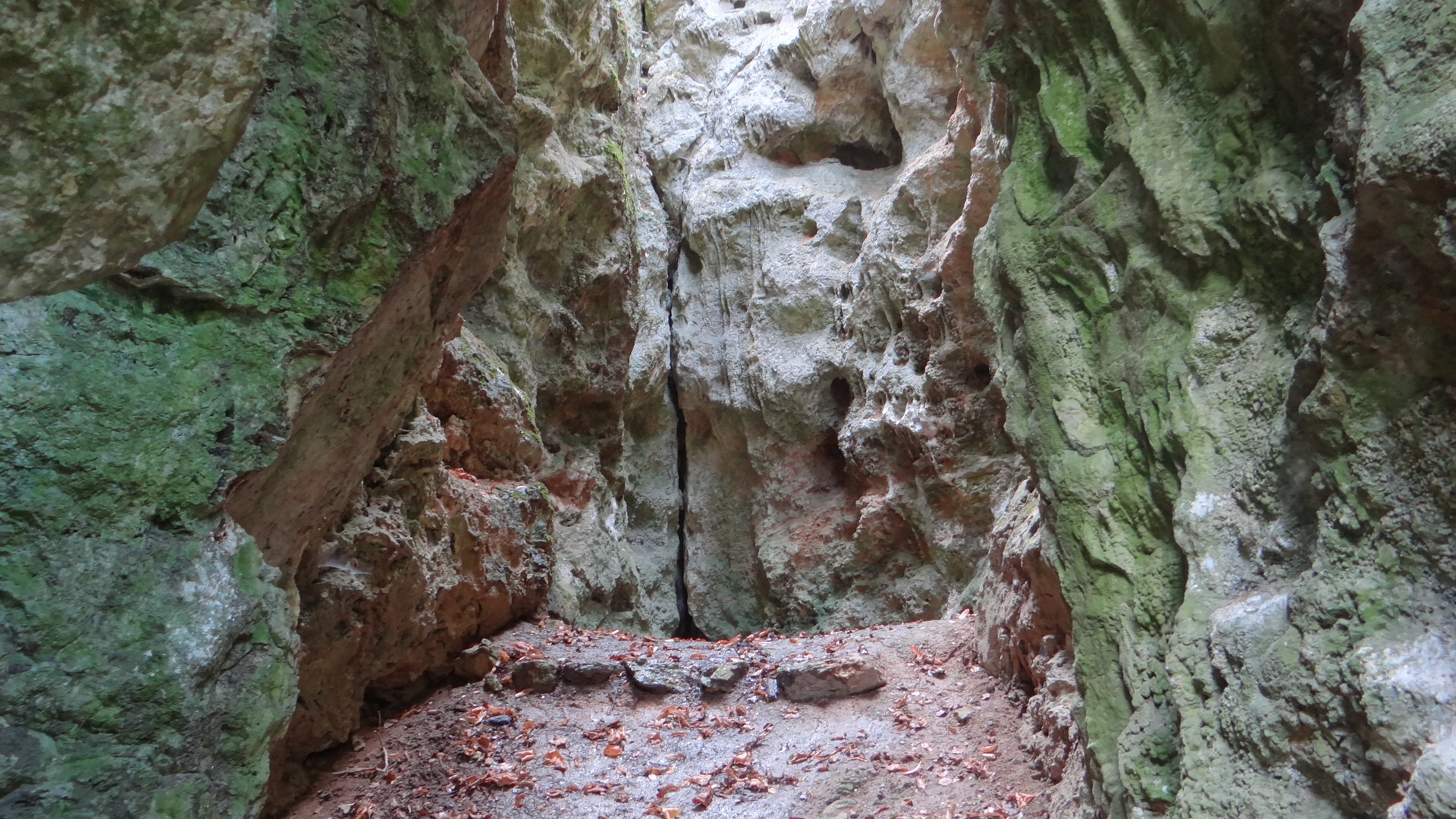
Stożek namuliska pod kominem
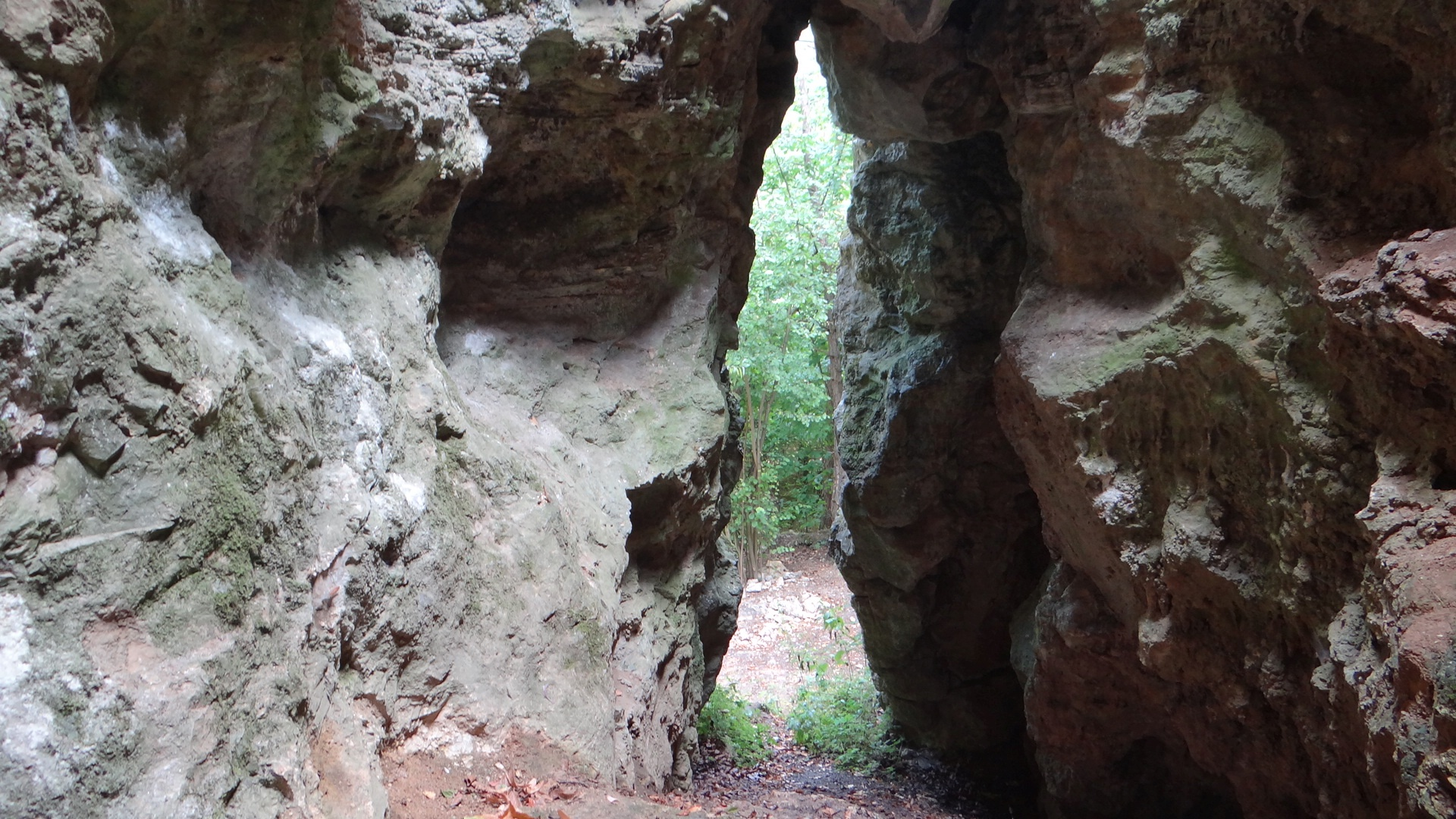
Wido z wnętrza schroniska
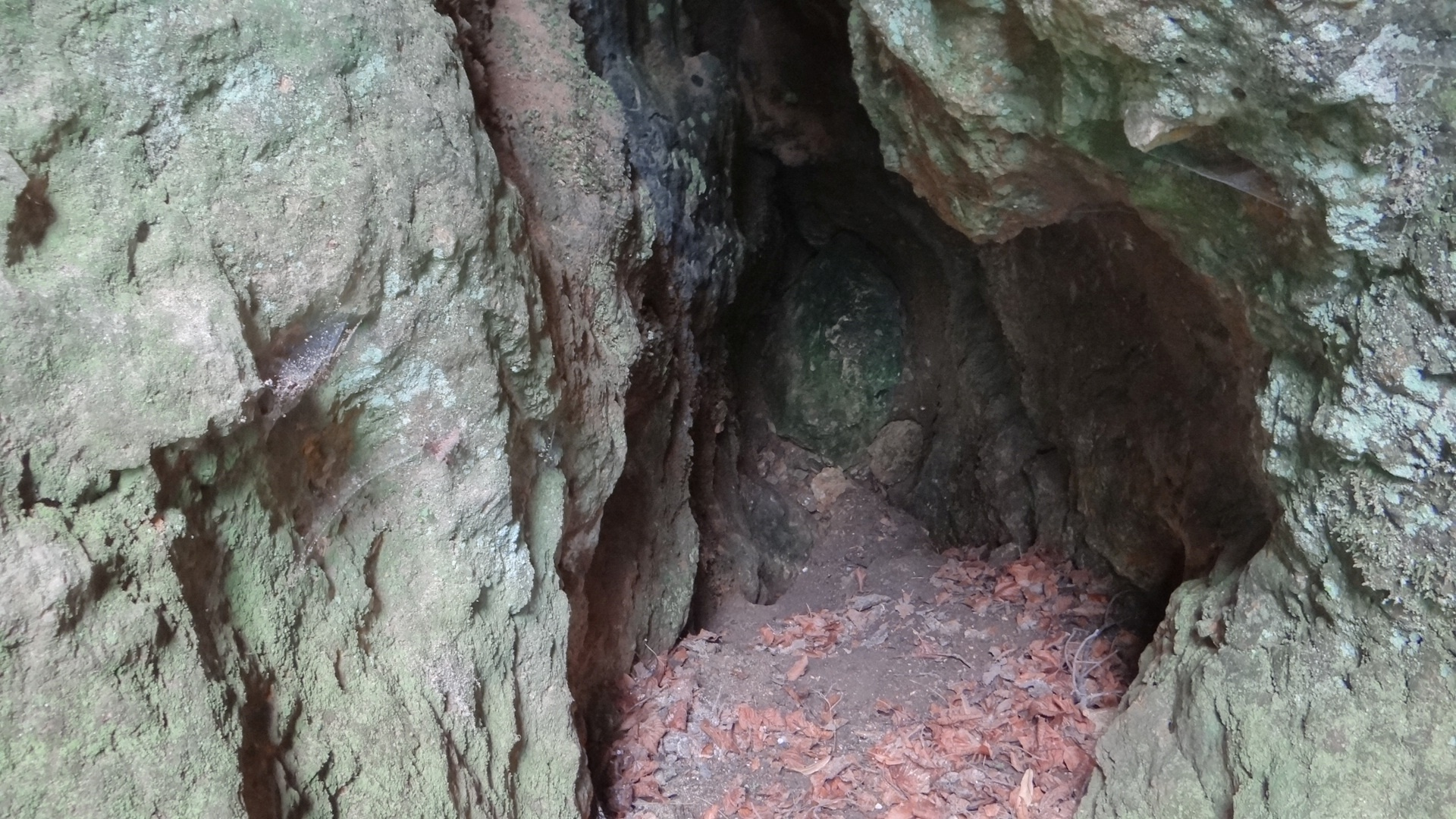
Korytarz
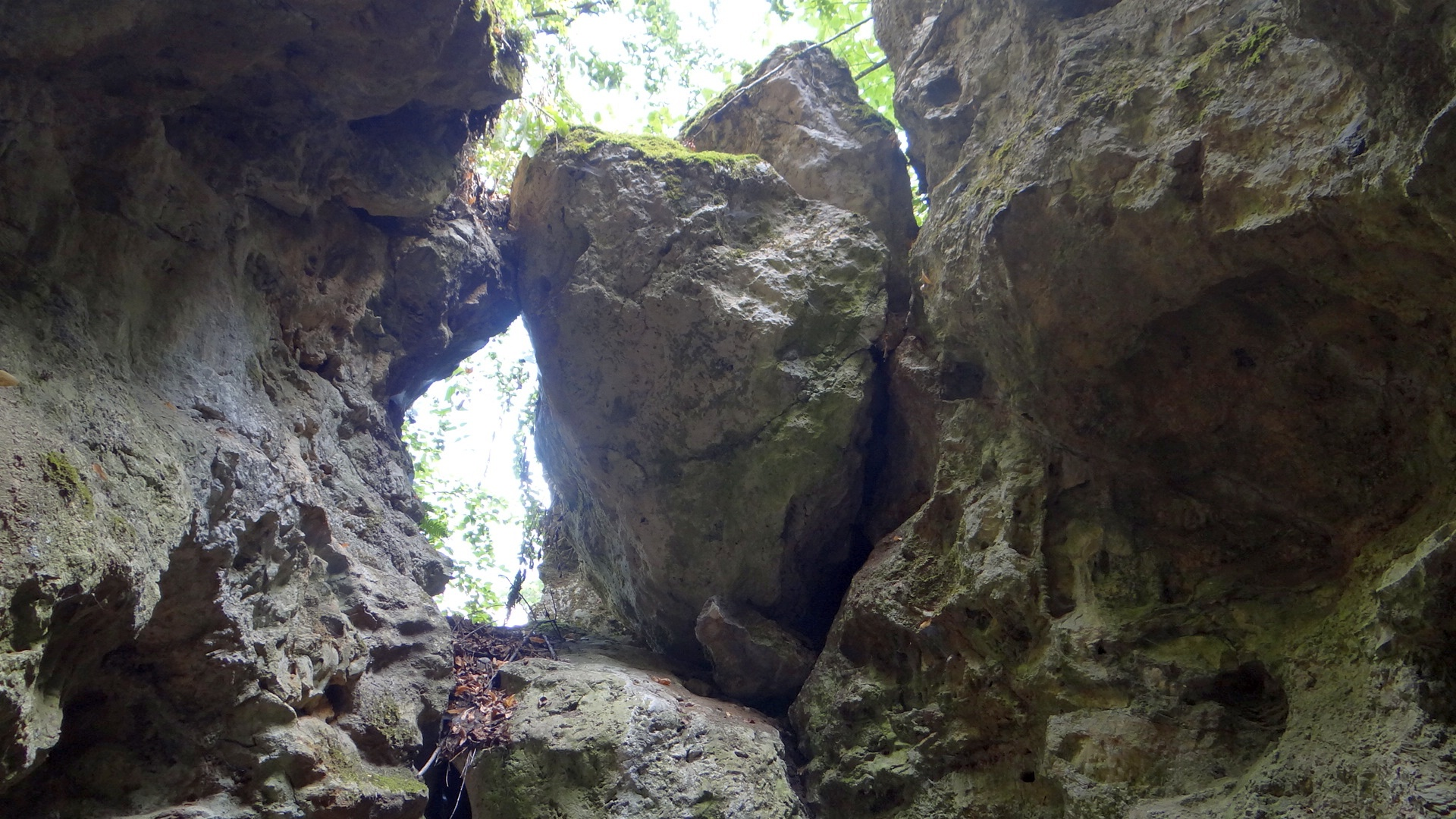
Wylot komina

Tuż po lewej stronie Komina Prawej Nogi Baby znajduje się otwór Pochylni Lewej Nogi Baby. Oprócz nich w skałach Dudnika znajdują się jeszcze: Jaskinia w Dudniku, Jaskinia Zawał, Mała Studnia Szpatowców, Jaskinia między Studniami i Studnia Szpatowców.